# Jake Sully
Jake Sully is een personage uit de films Avatar en Avatar: The Way of Water van James Cameron. Hij wordt gespeeld in de film door Sam Worthington.

## Jeugdjaren
Sully (24 augustus 2126) hoorde als kind veel verhalen over Pandora. Toen hij ouder werd, ging hij bij de Marine. In een oorlog in Venezuela raakte hij als korporaal gewond. Daardoor liep hij een dwarslaesie op. Omdat zijn veteranenuitkering niet genoeg was om zijn operatie te betalen, had hij geen andere keuze dan de rest van zijn leven in een rolstoel te slijten.
Als hij op een avond in een bar een bargevecht begint, wordt hij door de uitsmijters naar buiten gegooid. Daar komen 2 RDA-agenten naar hem toe die hem vertellen dat zijn broer, Tom Sully, is overleden. Hier begint de film.

## Trivia
- Zijn naam was in het eerste script Josh Sully.
- Hij is 22 als hij de Aarde verlaat.
- Op zijn kluisje in the Venture Ster staat T. Sully, van zijn broer.
- Sam Worthington heeft een prijs gewonnen voor zijn vertolking van Jake Sully.
- Op de achterkant van zijn rolstoel is een sticker met 'grunt' erop geplakt, een verwijzing naar zijn vroegere leven als marinier.
- Jake was pas 19 toen hij gewond raakte.
- Jake draagt meerdere keren twee verschillende sokken.
- Hij heeft in totaal 5 verschillende kapsels in de film, 3 als mens en 2 als Avatar.